# Henry Rogers Seager
Henry Rogers Seager, född den 21 juli 1870 i Lansing, Michigan, död den 23 augusti 1930 i Kiev, var en amerikansk nationalekonom.
Seager blev filosofie doktor vid Pennsylvaniauniversitetet 1894 och 1905 professor i nationalekonomi vid Columbia university i New York. Seager, som sluter sig till den subjektivistiska riktningen inom sin vetenskap, har vunnit mycket erkännande för sina läroböcker, av vilka den fullständigaste är Principles of economics (1913). Därjämte har han gjort sig bemärkt genom sin positiva socialpolitiska ståndpunkt, utvecklad bland annat i Social insurance (1910).